# 平野仁
平野 仁（ひらの じん、本名：平野 仁（ひとし））は、日本の漫画家。福島県南会津郡出身。主に原作付きの劇画を手がけている。

## 概要
21歳の時、テレビ動画の会社に入社し、2年間アニメーターとして活躍した。『がんばれ!マリンキッド』などで作画を手がけ、その傍ら小遣い稼ぎのつもりで劇画を出版社へ持ち込む。デビュー作は『漫画サンデー』増刊の原作つきの作品で、「H・ハンター」というペンネームであった（作品のタイトルは覚えていないという）。その後4ヵ月はアニメーターと劇画家の両方の仕事をしていたが、以後は劇画に専念し、主に芳文社の『週刊漫画TIMES』や『漫画パンチ』などにて作品を発表する。
1975年頃より少年誌に進出し、小学館の『週刊少年サンデー』や『ビッグコミック』などで、漫画原作者の小池一夫とのコンビにより代表作となる『青春の尻尾』、『少年の町ZF』、『サハラ 女外人部隊』などを手がけた。
1980年代前半より主な執筆の場を青年漫画誌に移し、双葉社の『漫画アクション』やリイド社の『リイドコミック』をはじめ多くの出版社で、主に漫画原作者とコンビを組み作品を発表している。

## 単行本リスト
- 黒衣の妖女（青林堂）全1巻（1974年）
- 鮮血の墓標（芸文社）全1巻 ※初期短編集（1974年）
- 青春の尻尾（小学館）全6巻（1975年 - 1978年）原作：小池一夫
- 蒼い狙撃者（桃園書房）（1977年）全1巻
- 少年の町ZF（小学館）全9巻（1977年 - 1979年）原作：小池一夫
- サハラ 女外人部隊（小学館）全8巻（1978年 - 1979年）原作：小池一夫
- アリサ！（秋田書店）全4巻（1979年 - 1980年）
- 隼人がいく（秋田書店）全2巻（1981年）
- ハードオン（双葉社）全2巻（1981年）
- メロス（双葉社）全4巻（1982年 - 1983年）原作：外浦吾朗
- B（双葉社）全2巻（1984年）原作：狩撫麻礼
- 凄春トライアングル（リイド社）全7巻（1984年 - 1985年）協力：やまざきせいや
- 哀シャドー（リイド社）全3巻（1985年）原作：工藤かずや
- 芝の貴婦人（講談社）全8巻（1989年 - 1990年）原作：牛次郎
- 眠狂四郎円月殺法 剣の舞（講談社）全1巻（1992年）原作：柴田錬三郎
- TSURUGI（リイド社）全2巻（1993年）
- 魔人刑事（秋田書店）全2巻（1995年 - 1996年）原作：菊地秀行
- 飛ばしてなんボ 猛がチャージ（小池書院）全4巻（1998年 - 2000年）原作：小池一夫
- 真田くノ一忍法伝 かすみ（双葉社）全2巻（2004年 - 2005年）原作：神林洋司
- 実録極悪ヤクザ伝 仁義の墓場 石川力夫（竹書房）全1巻（2008年）原作：藤田五郎